# Current Issues in Linguistic Theory
Current Issues in Linguistic Theory é um livro sobre linguística escrito por Noam Chomsky e publicado em 1964. Esta é uma versão revisada e expandida de "The Logical Basic of Linguistic Theory", trabalho apresentado por Chomsky na nona edição do Congresso Internacional de Linguística em Cambridge, Massachusetts em 1962. É uma pequena monografia de cerca de cem páginas, semelhante a Syntactic Structures (1957). Posteriormente, em Aspects of the Theory of Syntax (1965), Chomsky apresenta muitas de suas ideias de maneira mais elaborada.